# 刘应选
刘应选（？—1635年），明朝末年副将。
1635年（崇祯八年、天聪九年），后金军攻打明朝山西，明军自山海关赴援。皇太极命贝勒多铎出广宁，阿山、石廷柱、图赖、吴拜、穆爾祜、叶克书率兵四百前驱至锦州，刘应选等率军三千五百人抵御，在大凌河将战，多铎后军前来，从山攻下，明军被惊。阿山掩击，刘应选阵亡，明军损失五百人，一台堡陷落。